# 民主公王
民主公王，又稱民主公、民主尊王，是閩西汀州府永定縣及連城縣和漳州府南靖縣西部客家地區奉祀的鄉土神。

## 傳說由來
福建連城縣相傳，明武宗朱厚照微服游出巡時獲武舉人明福護駕有功，即敕封為“福王民主公王”。明福去世後，連城縣當地人於嘉靖元年(1510年)創建客家公王廟。此廟正殿是有神號“東山福王民主公王”的神像。又傳說民國初年，姑田鎮紙莊「昌蔭號」老闆羅家禮運送貨品到潮州出售時，因先到此廟祈禱平安，在暴風雨無事。之後姑田紙商凡是要到潮州賣紙，因此香火大增。

## 祭祀
民主公王為福建永定的客家族群普遍信仰的村莊守護神，公王廟一般修建在村莊的水口，所以又稱為水口公王。一般於每年新春正月初五至初七連續三天舉行祭祀民主公王的活動。
慶典期間會抬著公王神像於鄉間村落中巡境，並將公王安奉在搭建的祭台上，連續三天各家各戶上供祭拜公王並上演三天大戲，在第三天夜裡再將公王請回廟內安座。

龍巖市連城縣姑田鎮上堡的“客家公王第一廟”為著名祭祀民主公王的廟宇。